# Edoardo Girardi
Edoardo Girardi (* 22. Oktober 1985, Busto Arsizio) ist ein ehemaliger italienischer Radrennfahrer.
Nachdem Giradi 2008 Zweiter beim Gran Premio Città di Felino wurde, begann er 2009 seine internationale Karriere bei Amica Chips-Knauf und fuhr in den folgenden Jahren für die Teams Ceramica Flaminia und Utensilnord. Seine wichtigsten Platzierungen in dieser Zeit waren Platz z beim GP Camaiore 2011, Platz 8 bei der Trofeo Laigueglia 2012 und Platz 9 bei der Trofeo Matteotti 2011.

## Teams
- 2009 Amica Chips-Knauf
- 2010 Ceramica Flaminia
- 2011 De Rosa-Ceramica Flaminia
- 2012 Utensilnord Named